# Waynesboro (Virgínia)
Waynesboro é uma cidade independente localizada no estado americano de Virgínia. A sua área é de 39,8 km², sua população é de 21006 habitantes, e sua densidade populacional é de 530 hab/km² (segundo o censo americano de 2010). A cidade foi fundada em 1948.